# البديع والقرفي
 البديع والقرفي هي إحدى المدن الواقعة بمنطقة جازان جنوب غرب السعودية، وتقع على ضفاف وادي جازان.

## نبذة
تشكلت المدينة من قسمين منفصلين سابقاً وهي البديع والقسم الآخر القرفي ثم اندمجت لاحقاً تحت مسمى البديع والقرفي.  وسكنها مجموعة من قبيلة حرب المهاجرين من جنوب مكة والمدينة قبل تأسيس المملكة واصبحو جزء من اهالي منطقة جازان واندمجو وتعايشو معهم  